# Рената Австрийская
Эрцгерцогиня Рената Австрийская (2 января 1888 — 16 мая 1935) — эрцгерцогиня Австрийская, двоюродная сестра испанского короля Альфонсо XIII. В 1909 году отказалась от титула эрцгерцогини Австрийской, принцессы Венгрии, Чехии и Богемии ради брака с князем Иеронимом Радзивиллом.

## Жизнь

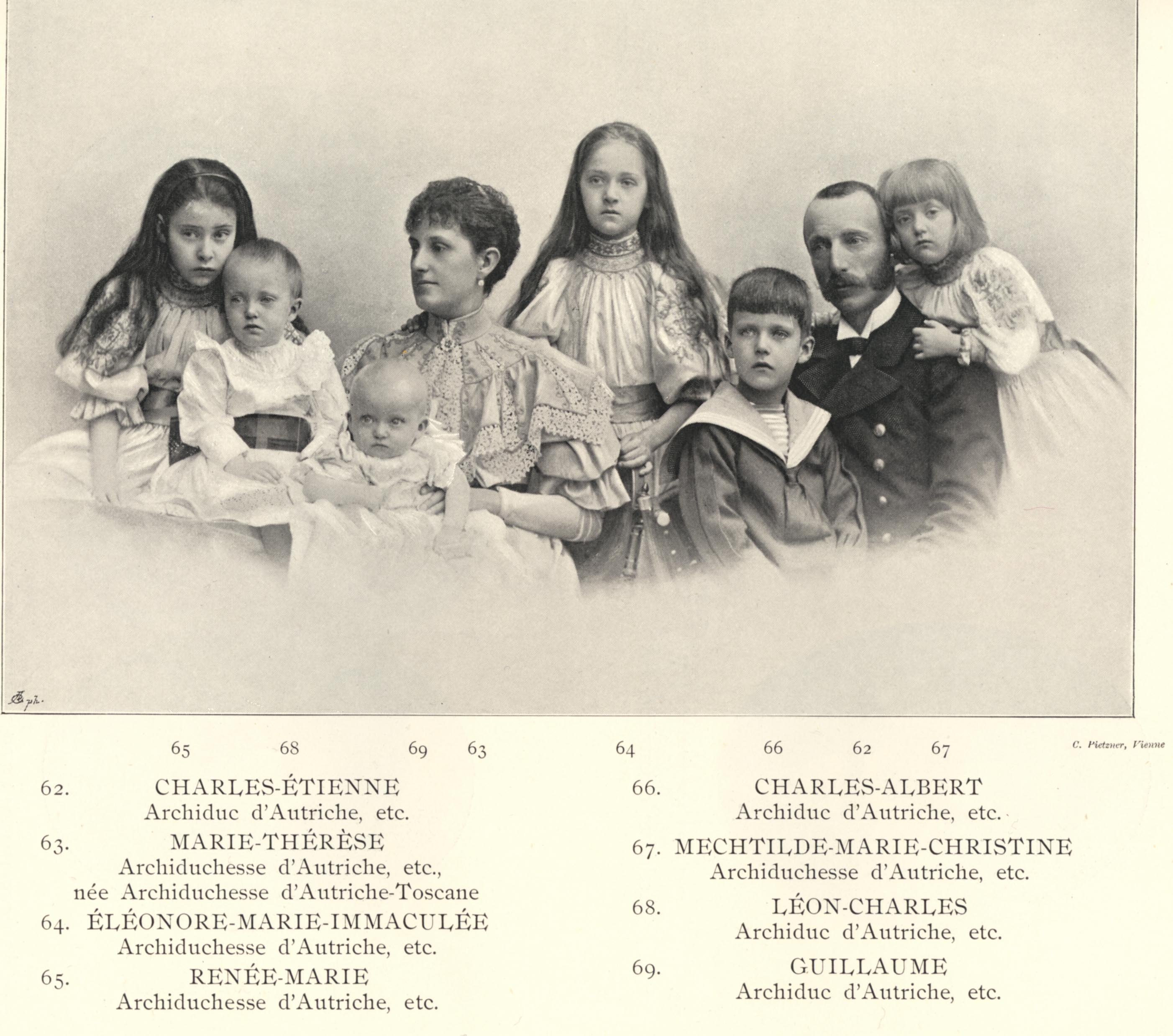
Рената с родителями, братьями и сёстрами (1896 год)

Рената родилась в семье эрцгерцога Карла Стефана — австрийского эрцгерцога из тешинской ветви династии Габсбургов и его супруги Марии Терезы, так же эрцгерцогини Австрийской, принцессы Тосканской. Её отец был братом испанской королевы Марии Кристины, супруги Альфонсо XII. Таким образом, Рената приходилась двоюродной сестрой королю Альфонсо XIII. Мать Ренаты была внучкой по отцу последнего герцога Тосканы Леопольда II, а по матери — короля Обеих Сицилий Фердинанда II.
Рената получила домашнее образование. Большое упор родители делали на языках. За свою жизнь она выучила немецкий, итальянский, английский, французский и польский языки. Большую часть времени Рената проводила на полуострове Истрия, где служил её отец. Семья была очень богата и владела поместьем на Адриатическом море и дворцом в Вене. В 1895 года её отец унаследовал огромные в земли в Галиции от своего родственника эрцгерцога Альбрехт, герцога Тешенского. С 1907 года семья проживала в своей резиденции в замке Живец в Западной Галиции.

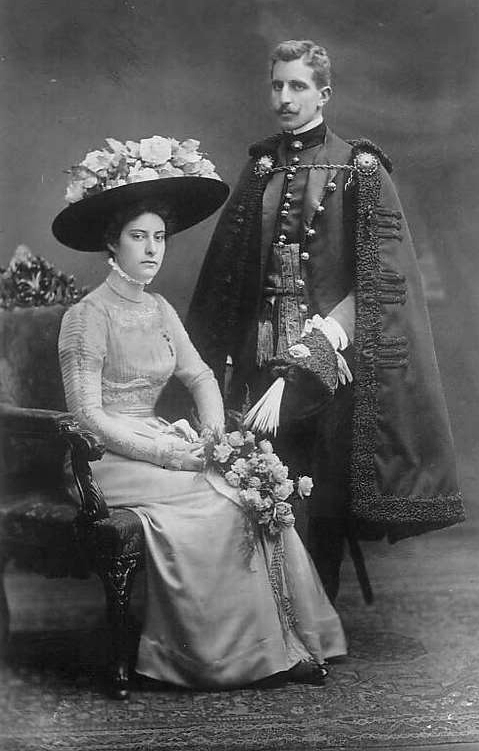
Эрцгерцогиня Рената вместе с женихом, 1909.

Эрцгерцог Карл Стефан оставил службу на флоте и центром его амбиций было создание польской ветви династии Габсбургов. Отец предложил Ренате выйти замуж за одного из самых богатых людей Польши князя Иеронима Радзивилла — представителя богатейшей семьи Польши. В 1908 года было объявлено о помолвке. Свадьба состоялась 15 января 1909 года в часовне Живецкого замка. Но, так как Иероним не принадлежал к владетельному европейскому дому, Рената, после свадьбы лишилась титула эрцгерцогини Австрийской, принцессы Венгрии, Чехии и Богемии. В семье родилось шестеро детей. Супруги проживали в одном из дворцов Радзивиллов Балице. Старший сын Ренаты Доминик женился на принцессе Греческой и Датской Евгении в 1938 году. Она приходилась внучкой королю Греции Георгу I и королеве Ольге. Рената скончалась 16 мая 1935 года во дворце Балица. Её супруг умер через 10 лет в концентрационном лагере в мае 1945 года.

### Дети
- Мария Тереза (1910—1973)
- Доминик (1911—1976) — женился на принцессе Евгении Греческой и Датской, 2 детей, развод в 1948 году
- Карл Жером (1912—2005) — женился на Марии Луизе де Альвеар, позже на Марии Терезе Сото, в обоих браках детей не было
- Альберт (1914—1932)
- Элеонора (1918-?), дважды замужем, от второго брака сын
- Леон Жером (1922—1973)